# تله‌بیسیون اسپانیولا
تله‌بیسیون اسپانیولا (اسپانیایی: Televisión Española‎) یا به اختصار «ت‌اووِه‌ئِه» (اسپانیایی: TVE‎) که معنی لغوی‌اش در فارسی «تلویزیون اسپانیایی» است، یک شبکهٔ مهم تلویزیونی دولتی و سرتاسری در کشور اسپانیاست که به تمامی زبان‌های محلی (استانی) اسپانیا برنامه پخش می‌کند.
تا سال ۲۰۱۰ میلادی، هزینه‌های این شبکه از محل دریافت حق آگهی و پیام‌های بازرگانی و همچنین یارانهٔ دولتی تأمین می‌شد، اما از آن سال به بعد، فقط یارانه‌های دولتی است که پشتوانه مالی آن است.

## نگارخانه